# David Bernard Ast
David Bernard Ast, auch in den Namensvarianten David B. Ast oder D. B. Ast, (* 30. September 1902 in New York City, New York; † 3. Februar 2007 in Laguna Hills, Kalifornien) war ein US-amerikanischer Zahnarzt und Beamter des New York State Department of Health.

## Leben

### Familie und Ausbildung
Der gebürtige New Yorker David Bernard Ast, jüngstes von neun Kindern von George Gershon Ast (1858–1938) und dessen Ehegattin Nettie Kronish (1863–1944), wandte sich nach dem Besuch der öffentlichen Schulen dem Studium der Zahnmedizin an der New York University zu, das er mit der Promotion zum Doctor of Dental Surgery (D.D.S.) abschloss. Er heiratete 1929 die – ebenfalls aus New York City stammende – 2003 verstorbene Isabel Helene. Aus dieser Verbindung entstammt die in Northridge im Bundesstaat Kalifornien lebende Tochter Jill Mitchtom. Ast, der nach seinem Eintritt in den Ruhestand von Albany nach Porter Ranch, später nach Laguna Hills übersiedelte, verstarb Anfang Februar 2007 im Alter von 104 Jahren an Herzversagen. Er hinterließ seine Tochter, zwei Enkelkinder und zwei Urenkel.

### Beruflicher Werdegang
David Bernard Ast leitete eine Zahnarztpraxis im New Yorker Stadtteil Bronx, bevor er 1938 einem Ruf als Dental Director des Bureau of Dental Health des New York State Department of Health nach Albany folgte. Später wurde er zum Assistant Commissioner des State Department of Health bestellt. Zur Qualifizierung belegte er das Studienfach Public Health an der University of Michigan und erhielt 1942 seinen Master’s Degree in Public Health (M.P.H.). Seine Masterarbeit beinhaltete die Planung eines Projekts, bei dem Trinkwasser zur Kariesprophylaxe mit Fluorid versetzt werden soll (Fluoridierung).

### Newburgh Fluoridierungs-Projekt
Das in seiner Masterarbeit geplante Projekt setzte er schließlich um, wobei die in ihrer Größe vergleichbaren Städte Newburgh und Kingston, beide am Hudson River gelegen, als Testorte ausgewählt wurden. 1945 wurde das Trinkwasser von Newburgh fluoridiert, das von Kingston nicht. Noch in der Planungsphase (April 1944) gab Trendley Dean zu bedenken, dass diese Zusätze unvorhersehbare Gesundheitsrisiken darstellen könnten. Die Ergebnisse, die David Bernard Ast und seine Kollegen vom New York State Department of Health schließlich vorweisen konnten, bestätigten die Befürchtungen jedoch nicht. Die Kavitäten der Sechs- bis Neunjährigen in Newburgh gingen um 60 Prozent zurück, die der 12- bis 14-Jährigen sogar um 70 Prozent. Erkrankungen wie Krebs, Geburtsfehler sowie Herz- und Nierenkrankheiten zeigten keine signifikanten Unterschiede an. Der Zahnarzt und ehemalige Deputy Commissioner des New York City Department of Health and Mental Hygiene Dr. Arthur Scheffel würdigte Ast für die Planung sowie Durchführung der Newburgh-Kingston Caries Fluorine Study, mit der er den Beweis erbracht hatte, dass die Fluoridierung sicher und zuverlässig angewendet werden kann. Für seine Verdienste um die Volksgesundheit wurde er als erster mit dem John W. Knutson Distinguished Service Award in Dental Public Health ausgezeichnet. In seiner Rede zu diesem Event nahm er nochmals Bezug auf Dean’s Einwände vor Beginn der Studie und würdigte sie als Verzögerungstaktik, die es Dean ermöglichte noch vor dem Newburgh-Versuch ein Fluoridierungs-Experiment in Grand Rapids (Michigan) zu starten.

### Verfechter der Fluoridierung
Während viele andere Regionen in den Vereinigten Staaten zu dieser Zeit ihr Trinkwasser bereits fluoridierten, stützten sich Gemeinden im Bundesstaat New York auf die Resultate der Newburgh-Kingston Caries Fluorine Study. In den 1950er Jahren wiederholte Ast mit seinen Kollegen dieses Experiment in Mineola auf Long Island, das ihre positiven Ergebnisse bestätigte. Ast lancierte zu einem prominenten Verfechter für eine Fluoridierung der New Yorker Trinkwasserversorgung, die jedoch erst 1965 anlief.

## Schriften
- The caries-fluorine hypothesis and a suggested study to test its application : a thesis submitted in partial fulfillment ... Master of Science in Public Health ..., Thesis (M.S.P.H.), University of Michigan, School of Public Health, Ann Arbor, Mich., 1942
- zusammen mit Sidney B. Finn, Isabel McCaffrey: The Newburgh-Kingston Caries Fluorine Study. I. Dental Findings after Three Years of Water Fluoridation*, in: American Journal of Public Health and the Nations Health. : volume 40, number 6, American Public Health Association, New York, N.Y., 1950, S. 716–724.
- zusammen mit Arthur Bushel: A Rehabilitation Program for the Dentally Physically Handicapped Child *, in: American Journal of Public Health and the Nations Health. : volume 43, number 9, American Public Health Association, New York, N.Y., 1953, S. 1156–61.
- zusammen mit Edward R. Schlesinger: The Conclusion of a Ten-Year Study of Water Fluoridation, in: American Journal of Public Health and the Nations Health. : volume 46, number 3, American Public Health Association, New York, N.Y., 1956, S. 265–71.
- Advances in Experimental Caries Research, American Journal of Public Health and the Nations Health. : volume 46, number 4, American Public Health Association, New York, N.Y., 1956, S. 485.
- Buchbesprechung: Donald R. McNeil's The Fight for Fluoridation, in: American Journal of Public Health and the Nations Health. : volume 47, number 9, American Public Health Association, New York, N.Y., 1957, S. 1145.
- zusammen mit William Haddon Jr., James P. Carlos: Frequency of dental X-ray examinations in a New York county, in: Public health reports. : volume 77, number 6, U.S. Dept. of Health, Education, and Welfare, Public Health Service, Health Resources Administration, Hyattsville, Md., 1962, S. 525–532.